# Dolores Clan
Dolores Clan byla česká nu-metalová skupina, která vznikla v roce 1999 a byla založena za účelem propagace tohoto stylu v České republice. V roce 2005 se skupina rozpadala, jelikož zpěvák Václav „Noid“ Bárta se rozhodl pro sólovou dráhu.
V roce 2004 vystoupila skupina jako předkapela Limp Bizkit na koncertě v Praze a jako předkapela skupiny Kabát na Turné 2004: Dole v dole. Čtyři skladby zazněly v českém filmu Choking Hazard z roku 2004. V roce 2024 proběhl na jednu noc reunion kapely při výročí 20 let Noida na sólové dráze. Bohužel už bez bubeníka LyberH, který v polovině roku 2024 nečekaně zesnul. Zastoupil ho bubeník kapely Černá Eduard Štěpánek.

## Členové
- Noid – zpěv a rap
- LyberH – bicí (zemřel 2024)
- Dr. Lemke – baskytara
- DJW – kytara

## Diskografie
- 1999: promo CD Demo
- 2000: promo CD Promo
- 2001: promo CD When Rap Meets Rock
- 2003: promo CD Společney pohyb
- květen 2004: debutové album Prwotní strach, vydavatel EMI